# Kleinkahl
Kleinkahl ist eine Gemeinde im unterfränkischen Landkreis Aschaffenburg.

## Geografie

Gemeindegebiet von Kleinkahl

Gemeindeteile und Gemarkungen von Kleinkahl

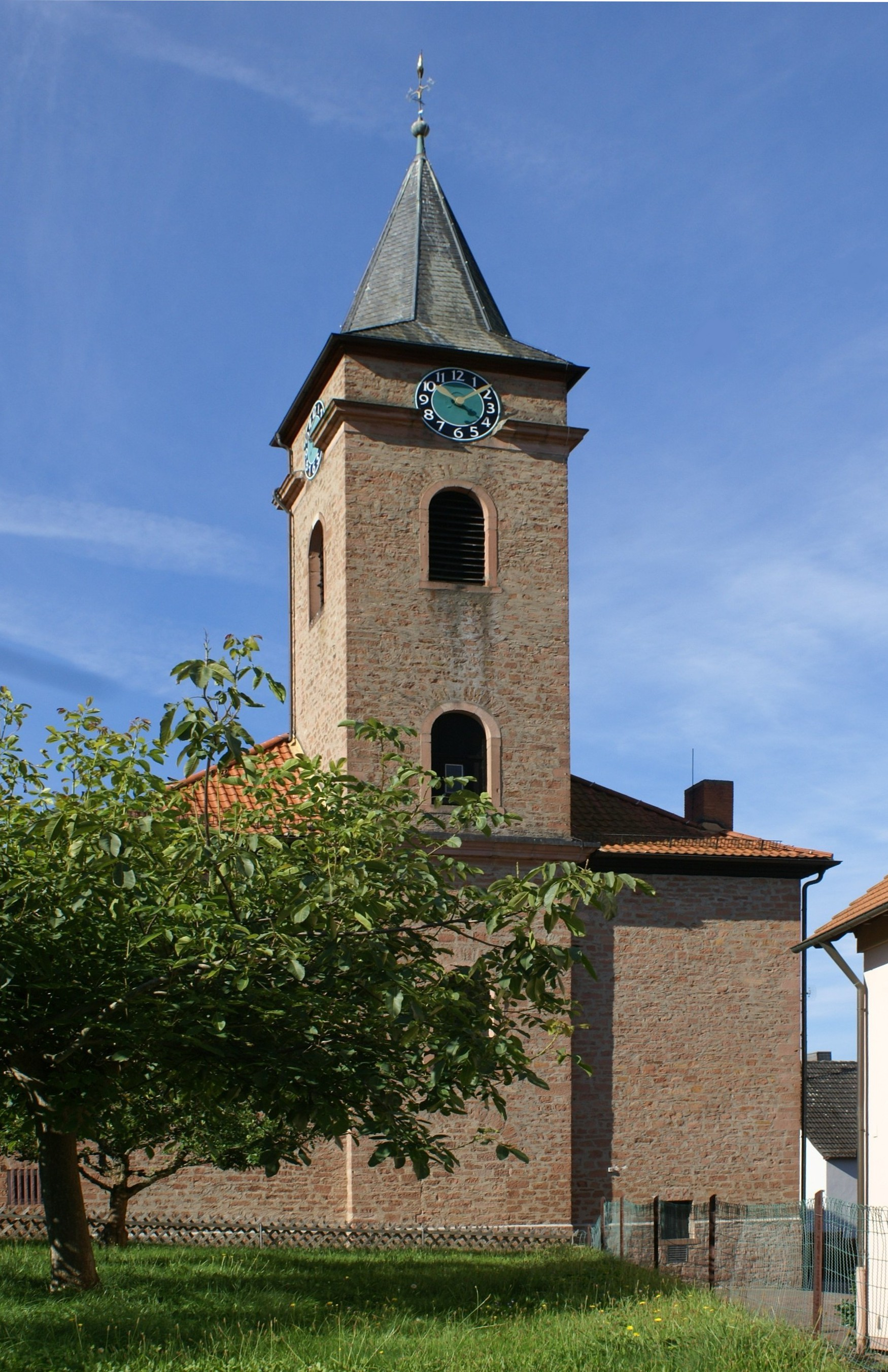
Pfarrkirche St. Josef in Kleinkahl

### Lage
Kleinkahl liegt in der Region Bayerischer Untermain direkt an der Landesgrenze zu Hessen. Die Gemeinde befindet sich am westlichen Rande des Spessarts im oberen Kahlgrund. Der topographisch höchste Punkt der Gemeinde befindet sich am Gipfel des Lindenberges 463 m ü. NHN (Lage), der niedrigste liegt an der Kahl auf 215 m ü. NHN (Lage).
Das Dorf Kleinkahl selbst liegt an den beiden Wasserläufen Kahl und Kleine Kahl zwischen Edelbach und Kleinlaudenbach. Auf der gegenüberliegenden Kahlseite befindet sich der Ort Großkahl. Der höchste Punkt der Dorfgemarkung befindet sich am Westhang des Sommerberges mit 332 m ü. NHN, der niedrigste liegt an der Kahl auf 226 m ü. NHN. Durch Kleinkahl führen der Kahltal-Spessart-Radweg und der Fränkische Marienweg.

### Gemeindegliederung
Es gibt acht Gemeindeteile (in Klammern sind der Siedlungstyp und die Einwohnerzahl angegeben):
- Edelbach (Dorf, 583)
- Glashütte (Einöde)
- Großkahl (Dorf, 374)
- Großlaudenbach (Dorf, 308)
- Kahlmühle (Weiler)
- Kleinkahl (Pfarrdorf, 393)
- Kleinlaudenbach (Dorf, 227)
- Wesemichshof (Einöde)

Es gibt die Gemarkungen Edelbach, Großkahl, Großlaudenbach, Kleinkahl, Kleinlaudenbach und die unbewohnte Gemarkung Huckelheim.

### Nachbargemeinden
|                       | Gemeinde Biebergemünd                       |                                               |
| Gemeinde Westerngrund | Kompassrose, die auf Nachbargemeinden zeigt | Wiesener Forst (Gemeindefreies Gebiet)        |
| Markt Schöllkrippen   |                                             | Schöllkrippener Forst (Gemeindefreies Gebiet) |

## Name

### Etymologie
Der Gemeindename leitet sich von dem Fluss Kahl ab, der durch den Ort fließt. Der Zusatz Klein wurde verwendet, um den Ort von Großkahl, Sommerkahl, Feldkahl und Kahl am Main zu unterscheiden. Im Volksmund wird der Ort „Kloakahl“ genannt.

### Frühere Schreibweisen
Frühere Schreibweisen des Ortes aus diversen historischen Karten und Urkunden:
| - 1554 Kahl - 1564 Kalde - 1670 Khal - 1681 Kaal - 1819 Kahl links vom Kahlfluße | - 1830 Kaal im Grund - 1842 Kahl im Grunde - 1850 Oberkahl - 1867 Kleinkahl |

## Geschichte

### Bis zur Gemeindegründung
Bis zum Ende des Alten Reiches lag der südöstliche Teil des heutigen Gemeindegebietes mit den Gemarkungen Kleinkahl, Kleinlaudenbach und Edelbach auf dem Verwaltungsgebiet des Vogteiamts Kaltenberg im Oberstift des Erzstiftes Mainz. Dieser Teil wurde 1803 zugunsten des Fürstentums Aschaffenburg säkularisiert. Ab 1810 lag er in der Districtsmairie Kaltenberg des Departements Aschaffenburg des Großherzogtums Frankfurt. 1812 hatten Kleinkahl 29 Feuerstellen und 120 Einwohner, Kleinlaudenbach 21 Feuerstellen und 121 Einwohner und Edelbach 51 Feuerstellen und 270 Einwohner.
Der nordwestliche Teil des heutigen Gemeindegebietes lag zum Ende des Alten Reiches mit den Gemarkungen Großkahl und Großlaudenbach in der Herrschaft Krombach der Grafen von Schönborn. Dieser Teil fiel erst 1806 im Zuge der Mediatisierung an das Fürstentum Aschaffenburg und lag ab 1810 in der Districtsmairie Krombach des Departements Aschaffenburg im Großherzogtum Frankfurt. 1812 hatte Großkahl mit der Kahler Glashütte und dem Weserichshof 48 Feuerstellen für 237 Einwohner und Großlaudenbach 34 Feuerstellen für 168 Einwohner.
Mit den Districtsmairien Kaltenberg und Krombach kamen diese fünf Ortschaften 1814 zum Königreich Bayern.
Als Gemeinde entstand Kleinkahl auf der Ortsgemarkung Kleinkahl erstmals im Zuge der Verwaltungsreformen in Bayern mit dem Gemeindeedikt von 1818.

### Verwaltungsgeschichte
Die Gemeinde Kleinkahl gehörte zum Bezirksamt Alzenau, das am 1. Juli 1862 gebildet wurde. Dieses wurde am 1. Januar 1939 zum Landkreis Alzenau in Unterfranken. Mit dessen Auflösung kam Kleinkahl am 1. Juli 1972 in den neu gebildeten Landkreis Aschaffenburg.

### Eingemeindungen
Am 1. Juli 1972 wurden die Gemeinden Kleinkahl, Großlaudenbach und Kleinlaudenbach zur neuen Gemeinde Kleinkahl zusammengeschlossen.
Am 1. Januar 1976 wurde die bis dahin selbständige Gemeinde Edelbach eingegliedert.
Am 1. Januar 2019 kam der östliche Teil des aufgelösten gemeindefreien Gebiets Huckelheimer Wald mit einer Fläche von 2,35 km² zum Gemeindegebiet hinzu. Er wurde als Gemarkung Huckelheim eingegliedert.

### Einwohnerentwicklung
- 1830: 1192 Einwohner[12]
- 1900:   964 Einwohner[13]
- 1925: 1155 Einwohner[13]
- 1950: 1549 Einwohner[12]
- 1953: 1490 Einwohner[13]

- 1961: 1469 Einwohner[10]
- 1968: 1601 Einwohner[13]
- 1970: 1608 Einwohner[10]
- 1987: 1582 Einwohner
- 1991: 1668 Einwohner
- 1995: 1866 Einwohner
- 2000: 1842 Einwohner
- 2005: 1877 Einwohner
- 2010: 1869 Einwohner
- 2015: 1827 Einwohner

Im Zeitraum 1988 bis 2018 stieg die Einwohnerzahl von 1567 auf 1866 um 299 Einwohner bzw. um 19,1 %. 2001 hatte die Gemeinde 1906 Einwohner.
Quelle: BayLfStat

## Politik

### Gemeinderat
Nach der vorletzten Kommunalwahl am 16. März 2014 hat der Gemeinderat zwölf Mitglieder, die alle zur Fraktion Wählergemeinschaft/CSU gehören. Die Wahlbeteiligung lag bei 61,6 %. Weiteres Mitglied und Vorsitzender des Gemeinderates ist der Erste Bürgermeister.

### Bürgermeister
Erste Bürgermeisterin ist seit 1. Mai 1996 Angelika Krebs (Wählergemeinschaft); diese wurde am 15. März 2020 mit 71,4 % der Stimmen erneut für sechs Jahre bestätigt.

### Verwaltung
Die Gemeinde ist Mitglied der Verwaltungsgemeinschaft Schöllkrippen.

### Wappen
| Wappen Gde. Kleinkahl | Blasonierung: „Durch einen von Silber und Blau gespaltenen Wellenpfahl gespalten von Rot und Gold, vorne ein silbernes Glas (Spechter), hinten eine rote Burg mit drei Zinnentürmen.“ |
| Wappen Gde. Kleinkahl | Wappenbegründung: Der von Silber und Blau gespaltene Wellenpfahl weist auf die geografische Lage der Gemeinde am Fluss Kahl hin, der durch die Ortschaft fließt. Seit der Gebietsreform von 1970 besteht die Gemeinde Kleinkahl aus fünf Gemeindeteilen: Kleinkahl und Kleinlaudenbach am linken Kahlufer, Großkahl und Großlaudenbach am rechten Ufer. Edelbach liegt etwas weiter entfernt. Der Fluss, der seinen Ursprung zwei bis drei Kilometer entfernt hat, war im Mittelalter eine politische Grenze. Das Glas im vorderen Wappenteil ist ein so genannter „Spechter“ und weist auf die örtliche Glasproduktion seit dem Mittelalter hin. Die Farben Silber und Rot sind die Farben des Mainzer Kurstaats, zu dem das Gebiet bis 1803 gehörte. Die hintere Wappenhälfte zeigt das Wappen der Familie Ulner von Dieburg, die vom 15. bis 17. Jahrhundert im Gemeindegebiet nachgewiesen ist. Das Ulnersche Wappen wurde nicht nur für diese Familie in das Wappen genommen, sondern auch als Hinweis auf die Grafen von Rieneck und von Schönberg. Das Wappen wird seit dem 18. Oktober 1985 geführt. |

## Wirtschaft und Infrastruktur
Die Gemeindesteuereinnahmen betrugen im Jahr 1999 umgerechnet 674 T€, davon betrugen die Gewerbesteuereinnahmen (netto) umgerechnet 8 T€.

### Wirtschaft, einschließlich Land- und Forstwirtschaft
Es gab 2021 nach der amtlichen Statistik 120 sozialversicherungspflichtig Beschäftigte am Arbeitsort. Sozialversicherungspflichtig Beschäftigte am Wohnort gab es insgesamt 820. Im verarbeitenden Gewerbe gab es einen Betrieb, im Bauhauptgewerbe ebenfalls einen Betrieb. Zudem bestanden im Jahr 2020 20 landwirtschaftliche Betriebe mit einer landwirtschaftlich genutzten Fläche von 635 ha, davon waren 157 ha Ackerfläche und 383 ha Wiesen und Weiden.

### Bildung

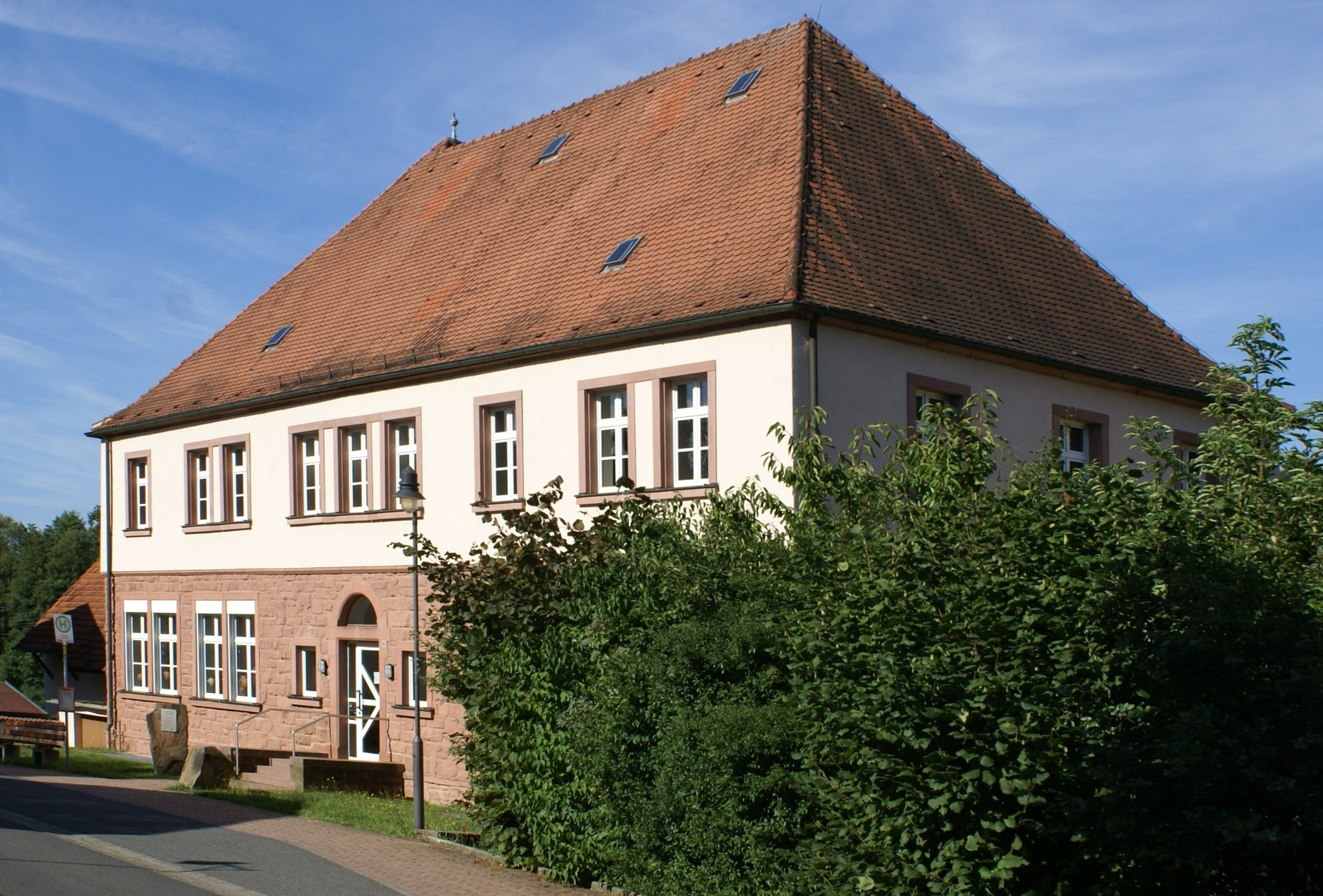
Dr.-Karl-Staab-Schulhaus in Kleinkahl

Es gibt folgende Einrichtungen (Stand: 2024):
- Kindergarten Spatzennest im Ortsteil Edelbach mit fünf Gruppen, darunter zwei Krippengruppen
- Pfarrbücherei im Erdgeschoss des Rathauses
- Grundschule im Dr.-Karl-Staab-Schulhaus (erbaut 1907, generalsaniert 1997–1998)

## Persönlichkeiten
- Domdechant Karl Staab (1875–1954), Priesterweihe am 30. Juli 1899
- Norbert Geis (* 1939), deutscher Politiker (CSU), von 1971 bis zur Gebietsreform 1972 Bürgermeister der heutigen Gemarkung Edelbach, von 1972 bis 1978 Gemeinderat von Kleinkahl, von 1987 bis 2013 Bundestagsabgeordneter
- Joseph Stenger, geboren am 21. Januar 1826 in Kleinkahl, gestorben am 5. März 1891 in Bamberg, bekannter  Stenographielehrer an dem Königlichen Gymnasium und der Lateinschule zu Bamberg. Redigierte die "Wochenschrift der fränkischen Stenographenvereine" von 1859 bis 1865. Er war der Sohn von Johann Adam Stenger. Johann Adam Stenger war Landschullehrer der I. Schulstelle von Kleinkahl von 1822 bis 1844.